# 보고 싶지 않으세요
〈보고 싶지 않으세요〉는 대한민국의 여성 싱어송라이터 장덕에 의해 작사 · 작곡된 곡이다. 장덕의 컴필레이션 음반 《이런게 아니었는데》의 B면 2번 트랙으로 수록되어 발표되었다.